# Bernard Viguerie
Pour les articles homonymes, voir Viguerie (homonymie).
Œuvres principales
- Bataille de Maringo (sic), Pièce Militaire et Historique pour le Forte Piano avec accompagnement de violon et basse. (entre 1800 et 1805)

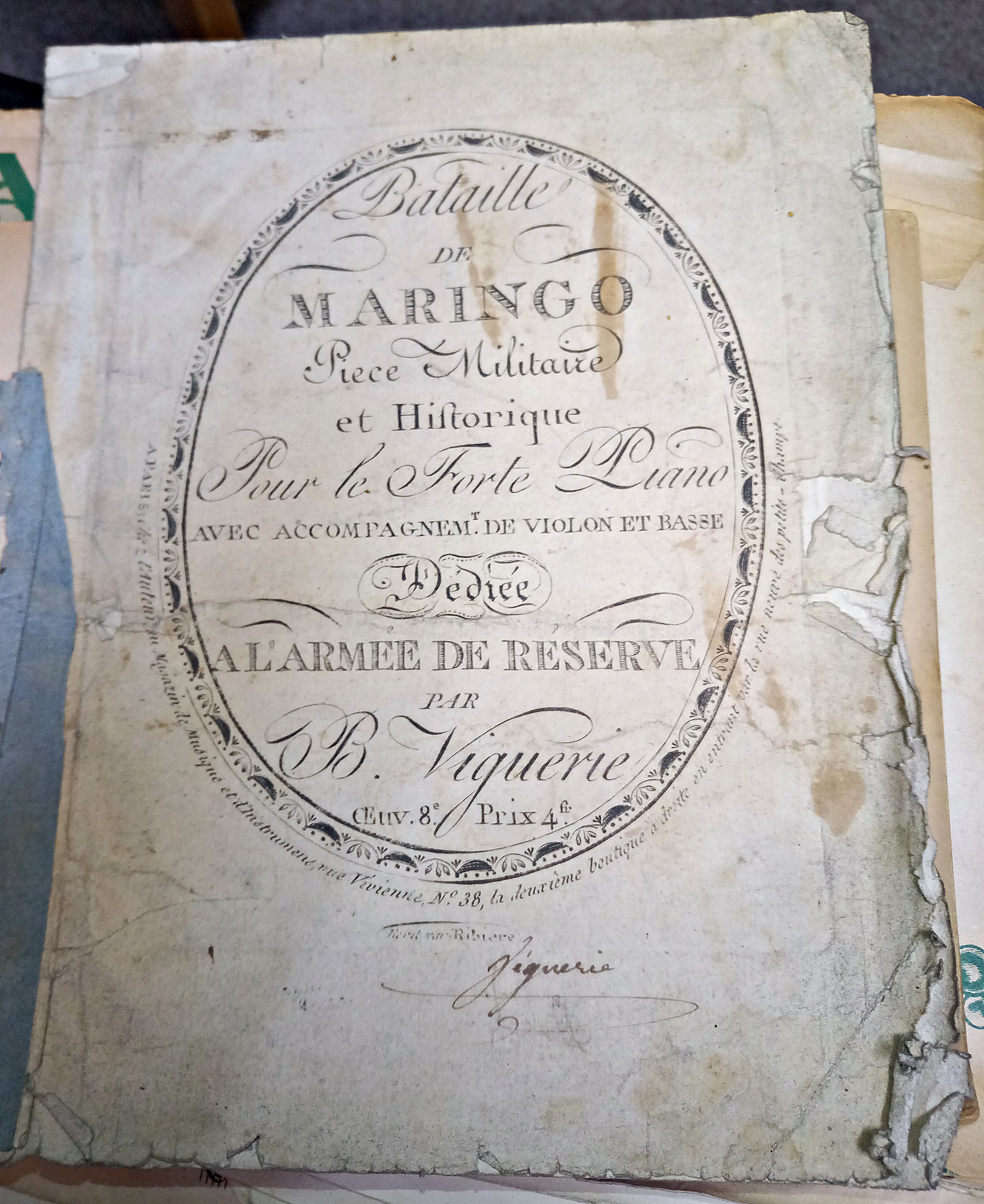
Bernard Viguerie, "Bataille de Maringo"

Bernard Viguerie est un musicien et compositeur français né le 17 septembre 1761 à Carcassonne et mort à Paris en mars 1819. Professeur de musique, il tenait également une boutique d'instruments et de partitions au n° 38 de la rue Vivienne.

## Biographie et œuvre
Enfant de chœur à la cathédrale de sa ville natale, il fut l'élève de l'organiste de cette église avant de monter à Paris, muni d'une lettre de recommandation, pour terminer ses études auprès de Jean-Jacques Beauvarlet Charpentier. Devenu professeur de piano, il ouvre son magasin en 1795, année au cours de laquelle il entame aussi sa carrière de compositeur.
L'œuvre musicale de Viguerie comprend 13 pièces d'opus, les 5 premières datant de 1795, l'opus 13 (Douze Préludes) ayant été composé 10 ans plus tard. 
On lui doit également un traité pédagogique - « L'art de toucher le piano-forte » - rédigé c. 1796/1798 et publié par ses soins. Selon le critique musical et musicographe François-Joseph Fétis : «il est peu d'ouvrages plus médiocres et d'une utilité plus contestable que cette prétendue méthode; il en est peu cependant qui ait obtenu plus de succès et dont on ait fait un plus grand nombre d'éditions».

### LaBataille de Maringo
« Pièce Militaire et Historique pour le Forte Piano avec accompagnement de violon et basse, dédiée à l'armée de réserve », cette pièce (opus 8) fut composée entre juin 1800 (date de la bataille) et 1805, date de publication de la partition, et appartient au répertoire de musique de bataille. Quelque peu tombée dans l'oubli, cette composition reste l'œuvre de Viguerie qui connût la plus grande notoriété du vivant du compositeur :  «la Bataille de Marengo de Bernard Viguerie, transcrite pour harpe, violon et basse, est ainsi publiée quatorze fois et sa diffusion dépasse les frontières de la France puisqu’on en trouve des réimpressions à Hambourg, Copenhague, Amsterdam, New York, Philadelphie et Boston ».